# フェルナンド・ナバーロ
フェルナンド・ナバーロ・コルバチョ（Fernando Navarro Corbacho, 1982年6月25日 - ）は、スペイン・バルセロナ出身のサッカー選手。ポジションはディフェンダー（左サイドバック）、ミッドフィールダー（左サイドハーフ）。

## 経歴

### クラブ
FCバルセロナの下部組織出身である。2001年にトップチームデビューし、2002年11月3日のラシン・サンタンデール戦 (1-1) では在籍期間中唯一の得点を挙げている。2002年にアトレティコ・マドリードに移籍したセルジ・バルフアンの後継者の座を狙っていたが、2003年夏に加入したジョバンニ・ファン・ブロンクホルストや2004年夏に加入したシウヴィーニョの壁は高く、さらに膝に重傷でFCバルセロナでの将来を妨げられた。
2004年にはアルバセテ・バロンピエに半年間レンタル移籍し、2005年夏からはRCDマヨルカに1年間レンタル移籍した。2005-06シーズンはマヨルカで充実したシーズンを送り、2006年夏に完全移籍を果たした。2006-07シーズン、2007-08シーズンともにチームに不可欠な存在だった。
2008年6月18日、500万ユーロと報じられている移籍金でセビージャFCに移籍した。2007年8月にアントニオ・プエルタが死去して以来、左サイドバックには不動のレギュラーは存在しなかったため、そのままレギュラーポジションを獲得し、2008-09シーズンは3位、2009-10シーズンは4位でUEFAチャンピオンズリーグの出場権を獲得した。なお、この2シーズンで合わせて26枚のイエローカードを受けている。
2015年6月19日、デポルティーボ・ラ・コルーニャへ移籍。

### 代表
1999年にはU-17スペイン代表としてニュージーランドで開催されたFIFA U-17世界選手権に出場している。
2008年2月6日のフランス戦のために、スペイン代表のルイス・アラゴネス監督に初招集されたが、出場はしていない。代表出場なしのままUEFA EURO 2008の参加メンバーに選ばれると、6月4日のアメリカとの親善試合 (1-0) でデビューした。EURO本大会ではグループリーグ2戦を終えた時点でスペインの決勝トーナメント進出が確定したため、グループリーグ最終戦のギリシャ戦 (2-1) に起用された。

## 所属クラブ
- FCバルセロナC 1999
- FCバルセロナB 2000-2004
- FCバルセロナ 2001-2006

→ アルバセテ・バロンピエ 2004 (loan)
→ RCDマヨルカ 2005-2006 (loan)
- RCDマヨルカ 2006-2008
- セビージャFC 2008-2015
- デポルティーボ・ラ・コルーニャ 2015-2018

## タイトル

### クラブ
FCバルセロナ
- プリメーラ・ディビシオン : 2004-05

セビージャFC
- コパ・デル・レイ : 2009-10
- UEFAヨーロッパリーグ : 2013-14, 2014-15

### 代表
スペイン代表
- UEFA欧州選手権 : 2008